# Mores
Mores (sardinski: Mòres) je grad i općina (comune) u pokrajini Sassariju u regiji Sardiniji, Italija. Nalazi se na nadmorskoj visini od 366 metara i ima 1 907 stanovnika.
 Prostire se na 94,86 km². Gustoća naseljenosti je 20 st/km².
Susjedne općine su: Ardara, Bonnanaro, Bonorva, Ittireddu, Ozieri, Siligo i Torralba.